# 노민혁
노민혁(盧敏赫, 1983년 12월 24일 ~ )은 대한민국의 가수, 기타리스트이자 클릭비의 멤버이다.

## 학력
- 부전초등학교 (졸업)
- 항도중학교 (졸업)
- 단국대학교 사범대학 부속고등학교 (졸업)
- 경기대학교 전자디지털음악학과 (학사)

## 앨범

### 애쉬그레이
- 2009년
  - 《사랑해.. 기억해..》
  - 《낙타의 꿈》
  - 《미련도 사랑이다》
  - 《Anxious》
- 2010년
  - 《GOD》
- 2011년
  - 《못됐다》
  - 《인연》
  - 《동안미녀》OST - Wonderful Day
  - 《1집 AshGray》
  - 《Tribute90 Part 8 (이별의 그늘)》
- 2012년
  - 《하루살이》(Feat.박기영)
  - 《Killheel》
  - 《숨 ∞ 두번째》[GREENPLUGGED Omnibus Album] - 기분 좋은 날
- 2013년
  - 《7급 공무원》OST - 사랑할 줄 몰라서
  - 《미치게 Love U》
- 2014년
  - 《어린왕자》
  - 《명탐정 코난 10기》주제가 'Hello Mr.My Yesterday'
- 2016년
  - 《밀당》
  - 《결혼(2016Ver.)》
- 2017년
  - 《더는 사랑 안해》

## 그 외 활동

### 드라마
- 2010년 KBS2 《KBS 드라마 스페셜 연작 시리즈 - 락 ROCK 樂》 - 지미 핸드릭스 역

### 뮤지컬
- 《청춘밴드 제로》 (2011년) - 정지오 역

### 방송
- 2016년 XTM 《REBOUND》 - 참가자
- 2017년 tvN 《버저비터》 - 참가자